# Stathmostelma welwitschii
Stathmostelma welwitschii là một loài thực vật có hoa trong họ La bố ma. Loài này được Britten & Rendle miêu tả khoa học đầu tiên năm 1894.